# La Fureur des hommes
La Fureur des hommes (titre original : From Hell to Texas) est un film américain réalisé par Henry Hathaway, sorti en 1958.

## Synopsis
Pour avoir accidentellement tué un homme au cours d'un bal, Tod Lohman, cow-boy tranquille, est traqué par le père et le frère de la victime. Désireux de sauver sa vie, il devient un fugitif. Pieux, abstinent et farouchement non-violent, il est pourtant d'une stupéfiante adresse au tir. Celle-ci lui permet de se débarrasser de chacun de ses poursuivants. Il fait la connaissance d'Amos Brady et de sa fille, et finit par les retrouver dans leur ranch.
Lorsqu'il est rejoint par les derniers de ses poursuivants, Tod Lohman est décidé à exercer son droit de légitime défense. À l'issue d'un affrontement qui se termine sans effusion de sang, le père de la victime appelle à la fin de la violence.

## Fiche technique
- Titre : La Fureur des hommes
- Titre original : From Hell to Texas
- Réalisateur : Henry Hathaway, assisté de Richard Talmadge (non crédité)
- Scénario : Robert Buckner, Wendell Mayes, Charles O. Locke (roman)
- Photographie : Wilfrid M. Cline
- Montage : Johnny Erin
- Musique : Daniele Amfitheatrof
- Costumes : Adele Balkan, Charles Le Maire
- Producteur : Robert Buckner
- Pays d'origine :  États-Unis
- Format : Couleurs - 2,25:1
- Genre : western
- Durée : 100 minutes
- Date de sortie :
  - États-Unis : 1958
- Affiche : Boris Grinsson (France)

## Distribution
- Don Murray (VF : Marc Cassot) : Tod Lohman
- Diane Varsi (VF : Arlette Thomas) : Juanita Bradley
- Chill Wills (VF : Raymond Rognoni) : Amos Bradley
- Dennis Hopper (VF : Serge Lhorca) : Tom Boyd
- R. G. Armstrong (VF : Pierre Morin) : Hunter Boyd
- Jay C. Flippen (VF : Pierre Michau) : Jake Leffertfinger
- Margo (VF : Lita Recio) : Mrs. Bradley
- John Larch (VF : Jean Violette) : Hal Carmody
- Ken Scott (VF : Jean Violette) : Otis Boyd
- Rodolfo Acosta (VF : Georges Hubert) : Bayliss
- Harry Carey Jr. : Trueblood
- Tom Greenway (VF : Richard Francœur) : le docteur
- José Torvay (VF : Fernand Rauzena) : Miguel
- Jerry Oddo (VF : Raymond Loyer) : Morgan
- James Philbrook (VF : Lucien Bryonne) : le barman
- Dayton Lummis (VF : Gérard Férat) : le Padre
- Julia Montoya (VF : Lita Recio) : Manuela
- Jon Lormer (non crédité) : l'homme grisonnant